# Таш-Булак (Кыргыз-Атинский айылный аймак)
Таш-Булак (кирг. Таш-Булак) — село в Ноокатском районе Ошской области Кыргызстана. Входит в состав Кыргыз-Атинского айылного аймака.

## География
Село расположено в западной части области, на расстоянии приблизительно 18 километров (по прямой) к северо-западу от города Ноокат, административного центра района.

## Население
Согласно оценочным данным Национального статистического комитета Кыргызской Республики, численность населения села на начало 2023 года составляла 93 человека.
| год     | 2009 | 2014 | 2015 | 2020 | 2021 | 2023 |
| ------- | ---- | ---- | ---- | ---- | ---- | ---- |
| человек | 11   | 65   | 75   | 97   | 97   | 93   |